# Kolej muzealna Lennakatten
Kolej muzealna Lennakatten (szw. Museijärnvägen Lennakatten) – wąskotorowa kolej muzealna o długości 33 kilometrów w Upplandii w Szwecji, łącząca Uppsalę z Faringe przez Lännę, obsługiwana przez zabytkowe lokomotywy parowe, spalinowe i autobusy szynowe. Działa na dawnej linii Uppsala – Lenna (Upsala–Lenna Jernväg, ULJ), otwartej w 1876 roku, będącej fragmentem sieci kolei Stockholm-Roslagens Järnvägar (SRJ). W latach 70. XX wieku kolej została wyłączona z eksploatacji i stała się koleją muzealną, zarządzaną przez stowarzyszenie. 

## Historia

### Od XIX wieku do lat 70. XX wieku

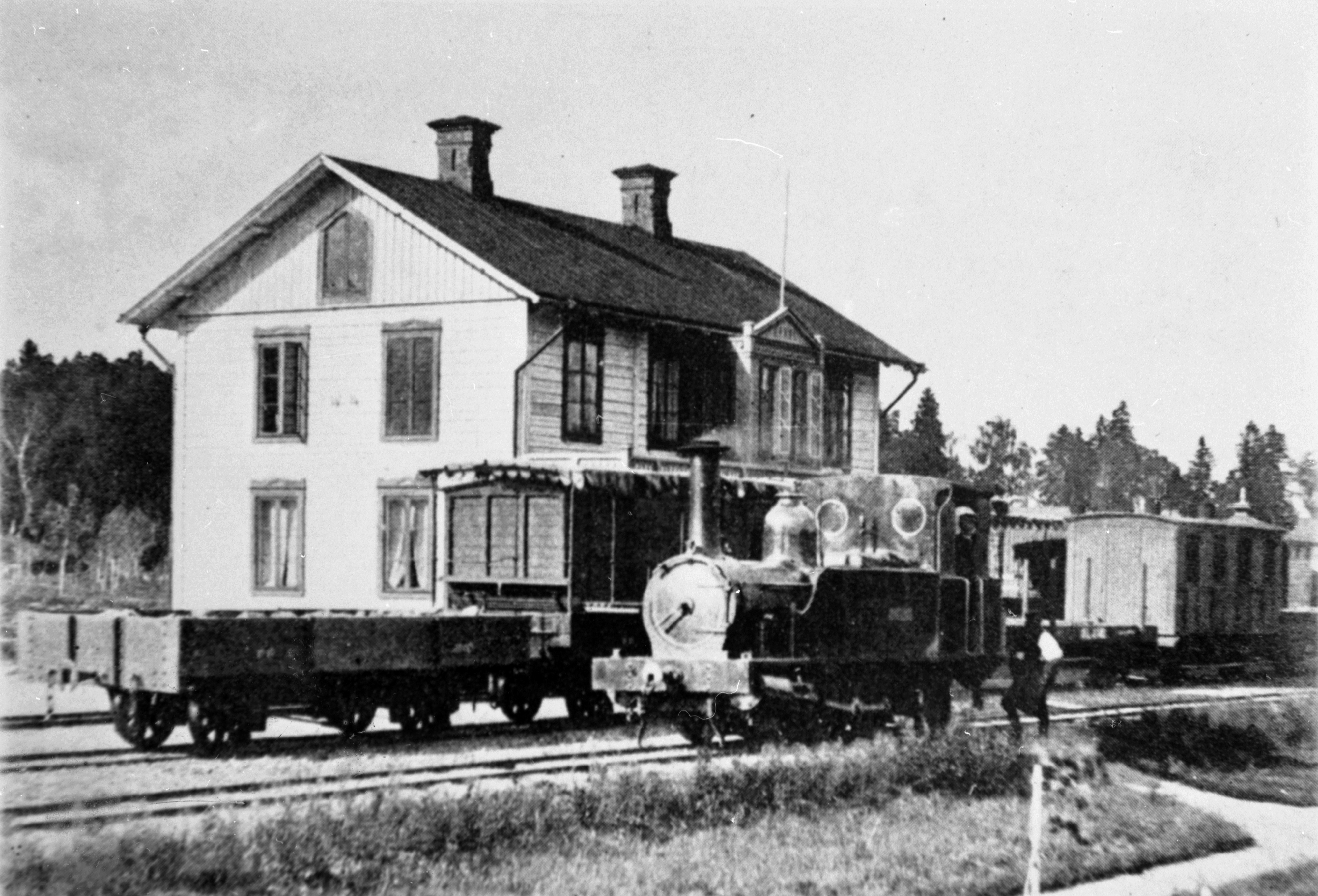
Stacja Länna w 1879

Prywatna kolej między Uppsalą a Länną została otwarta już w 1876 roku, jako pierwsza kolej wąskotorowa z późniejszej sieci w regionie Uppland. Zbudowana została głównie dla potrzeb dowozu surowca do istniejącej od 1760 roku huty żelaza w Lännie (około 20 km na wschód od Uppsali). Według obowiązującej wówczas pisowni nosiła nazwę kolei Upsala – Lenna (Upsala-Lenna Jernväg, ULJ). Spółka otrzymała koncesję na budowę 15 stycznia 1875 roku, a 21-kilometrowy odcinek został oddany do ruchu publicznego w listopadzie 1876 roku. Z przyczyn oszczędnościowych zdecydowano się na kolej wąskotorową o rozstawie szyn 891 mm, co odpowiadało trzem stopom szwedzkim. Dopuszczalna prędkość wynosiła 30 km/h. Popularna nazwa Lennakatten (kot Lenna), przejęta później przez kolej muzealną, była przydomkiem nadanym przez ludność parowym wagonom motorowym, z uwagi na ich syczenie.

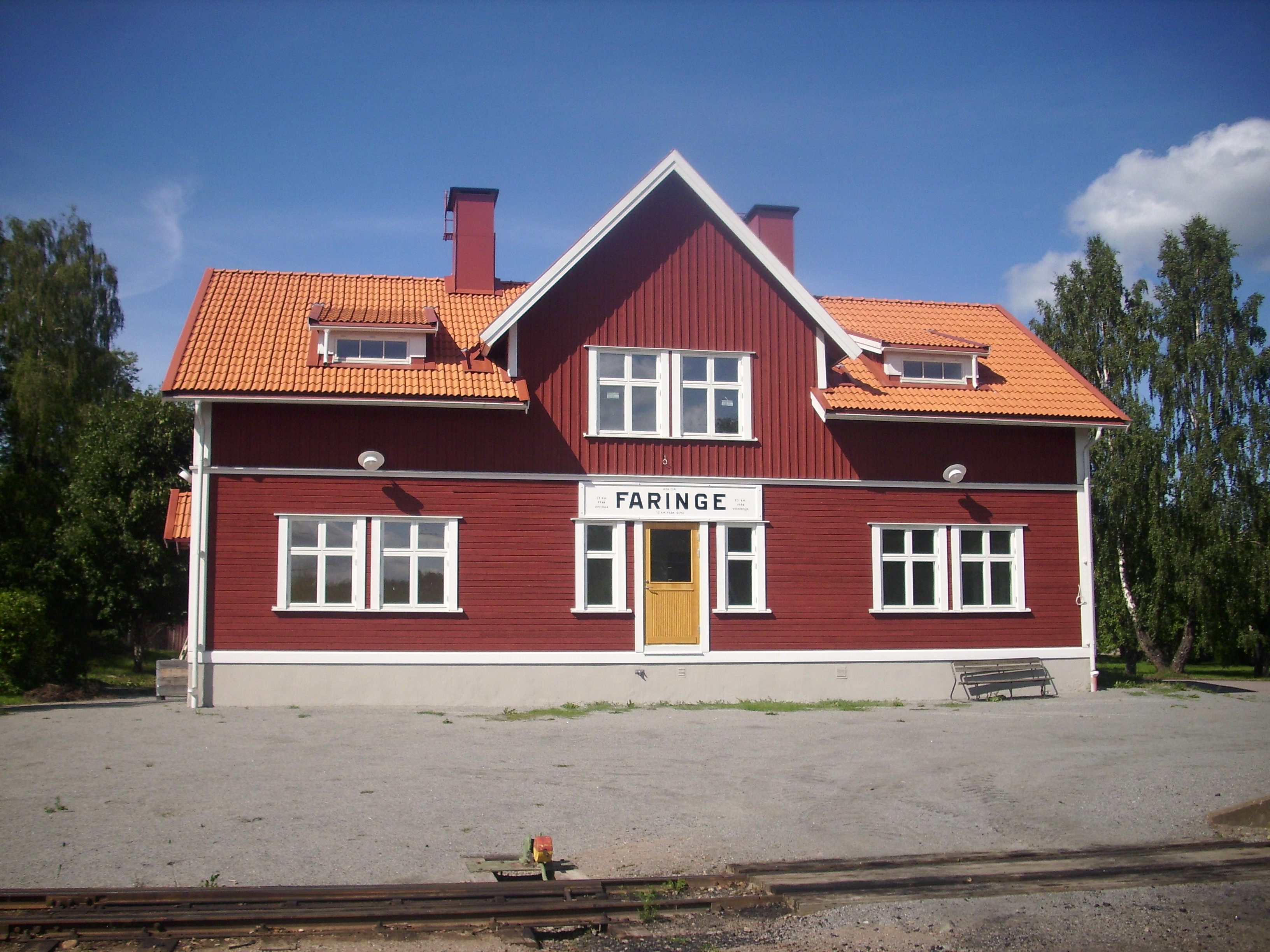
Stacja Faringe

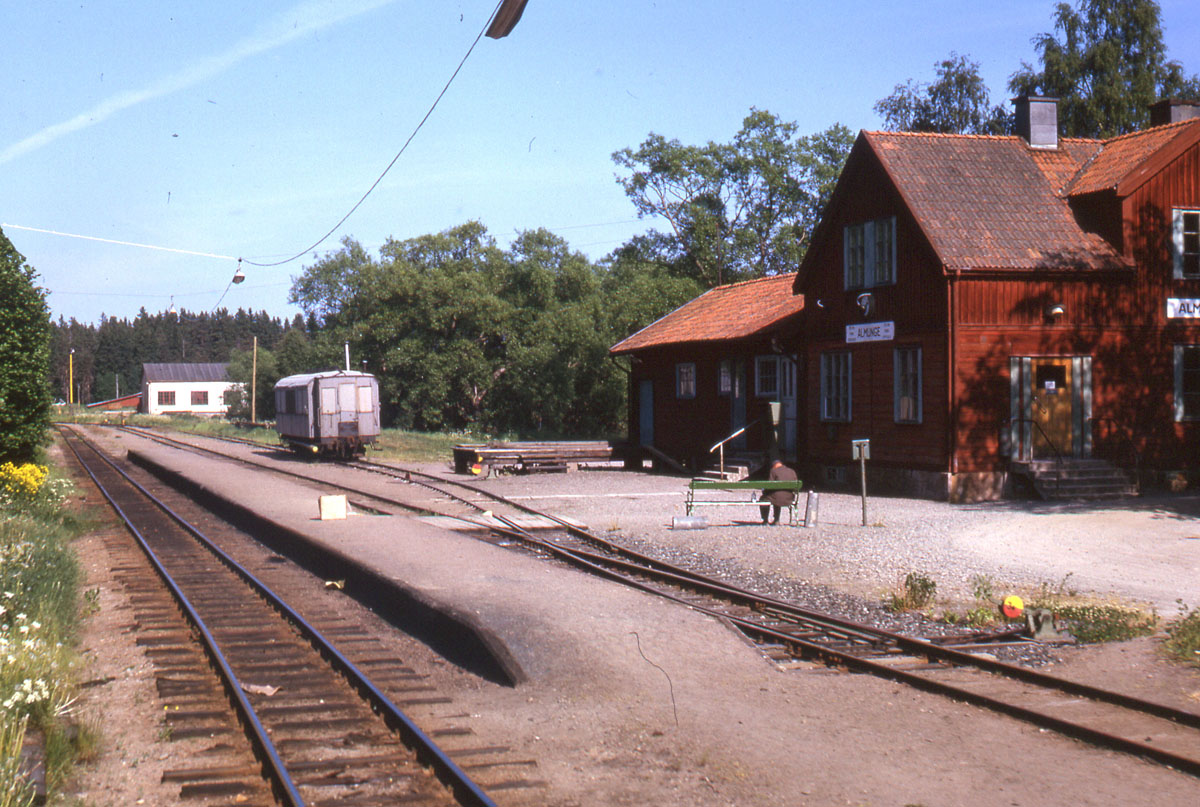
Stacja Almunge w 1966 roku

W 1881 roku powołano spółkę, która miała zbudować kontynuację kolei z Länny na południe, po czym 23 października 1884 roku otwarto nową 60-kilometrową linię z Länny do nadmorskiego Norrtälje, przez Faringe i Rimbo (kolej Lenna-Norrtelje Jernväg, LNJ). 19 grudnia 1885 roku natomiast otwarto łączącą się z nią kolej Stockholm-Rimbo Jernväg (SRJ), początkowo z linią o długości 56 km między stacją Stockholms Östra a Rimbo, przez Danderyd i Vallentuna. Sieć kolei wąskotorowych w regionie w następnych latach nadal się rozrastała. Między innymi, w 1897 roku otwarto linię z Rimbo na północny wschód do Häverösundu, którą w 1915 roku przedłużono do Hallstaviku. Rimbo stało się dzięki temu stacją węzłową, z połączeniami w czterech kierunkach. Z czasem odcinek Sztokholm – Rimbo okazał się najbardziej rentowny. W 1905 roku kolej Lenna – Norrtälje, która miała poważne problemy finansowe, została przejęta przez SRJ. W tym roku też SRJ kupiła większość udziałów w kolei Upsala – Lenna i przejęła prowadzenie ruchu na wydzierżawionym torze, a w 1908 roku wykupiła ją w całości. W związku z tym kolej Stockholm – Rimbo Jernväg zmieniła 1 stycznia 1909 roku nazwę na Stockholm – Roslagens Järnvägar, aby lepiej odzwierciedlić funkcjonowanie w regionie Roslagen, przy zachowaniu dotychczasowego skrótu. W kolejnych latach SRJ przejęła kontrolę także nad innymi kolejami o prześwicie toru 891 mm w regionie.
Kolej SRJ wprowadzała najnowocześniejsze rozwiązania techniczne w Szwecji, między innymi elektryfikację części sieci w rejonie Sztokholmu (1895) i blokadę liniową (1906). Prędkość pociągów zwiększono w tym czasie do 40 km/h. Okresem największego rozkwitu sieci kolei wąskotorowych w regionie były lata od dwudziestych do czterdziestych XX wieku, kiedy liczyła 326 km linii, a ponadto obsługiwała około 930 km linii autobusowych. Po otwarciu w 1921 roku kolei Faringe-Gimo Järnväg (FGJ) między Faringe a Gimo, kolej SRJ uzyskała połączenie przez węzłową stację Faringe z dotychczas osobną siecią kolei Dannemora-Hargs (DHJ) na północy, powstałą już w 1878 roku. Z dalszych nowych rozwiązań technicznych, w latach 40. wprowadzono automatyczne sprzęgi wagonowe i zdalne sterowanie rozjazdami. Podczas modernizacji toru zwiększano prędkość ruchu. Do 1946 roku zelektryfikowano stopniowo odcinek od Sztokholmu do Rimbo.
Od połowy lat pięćdziesiątych rozpoczął się okres zmian na kolei w całej Szwecji, związany z rozwojem motoryzacji indywidualnej. Najbardziej ucierpiały wówczas koleje wąskotorowe ze względu na mniejsze zdolności przewozowe i prędkości szlakowe. Riksdag zdecydował również w tym czasie, że wszystkie szwedzkie koleje zostaną znacjonalizowane i włączone do kolei państwowych Statens Järnvägar (SJ). W przypadku SRJ odbywało się to w dwóch etapach. Najpierw 1 lipca 1951 roku przedsiębiorstwo stało się w całości własnością państwa szwedzkiego, a 1 lipca 1959 roku zostało włączone w struktury SJ.
Koleje państwowe wprowadziły kilka racjonalizacji, aby spróbować osiągnąć rentowność, ale konkurencja ze strony transportu samochodowego stała się zbyt ostra i poszczególne odcinki zaczęły być likwidowane. Między innymi, 1 stycznia 1967 roku zakończono przewozy pasażerskie pomiędzy Uppsalą a Rimbo. W 1969 roku wstrzymano cały ruch na odcinku Rimbo – Norrtälje oraz ruch ruch towarowy na większości sieci. Jedynie 102-kilometrowy odcinek Uppsala – Rimbo – Hallstavik pozostał czynny w ruchu towarowym do 19 kwietnia 1977 roku z uwagi na potrzeby papierni w Hallstaviku. Pozostała również sieć w pobliżu Sztokholmu, przekształcona w kolej aglomeracyjną Roslagsbanan, oraz północna część sieci (dawna kolej Dannemora – Hargs), przekształcona na normalnotorową i doprowadzona do Hallstaviku w miejsce wąskotorówki.

### Zakończenie ruchu i reaktywacja jako kolej muzealna

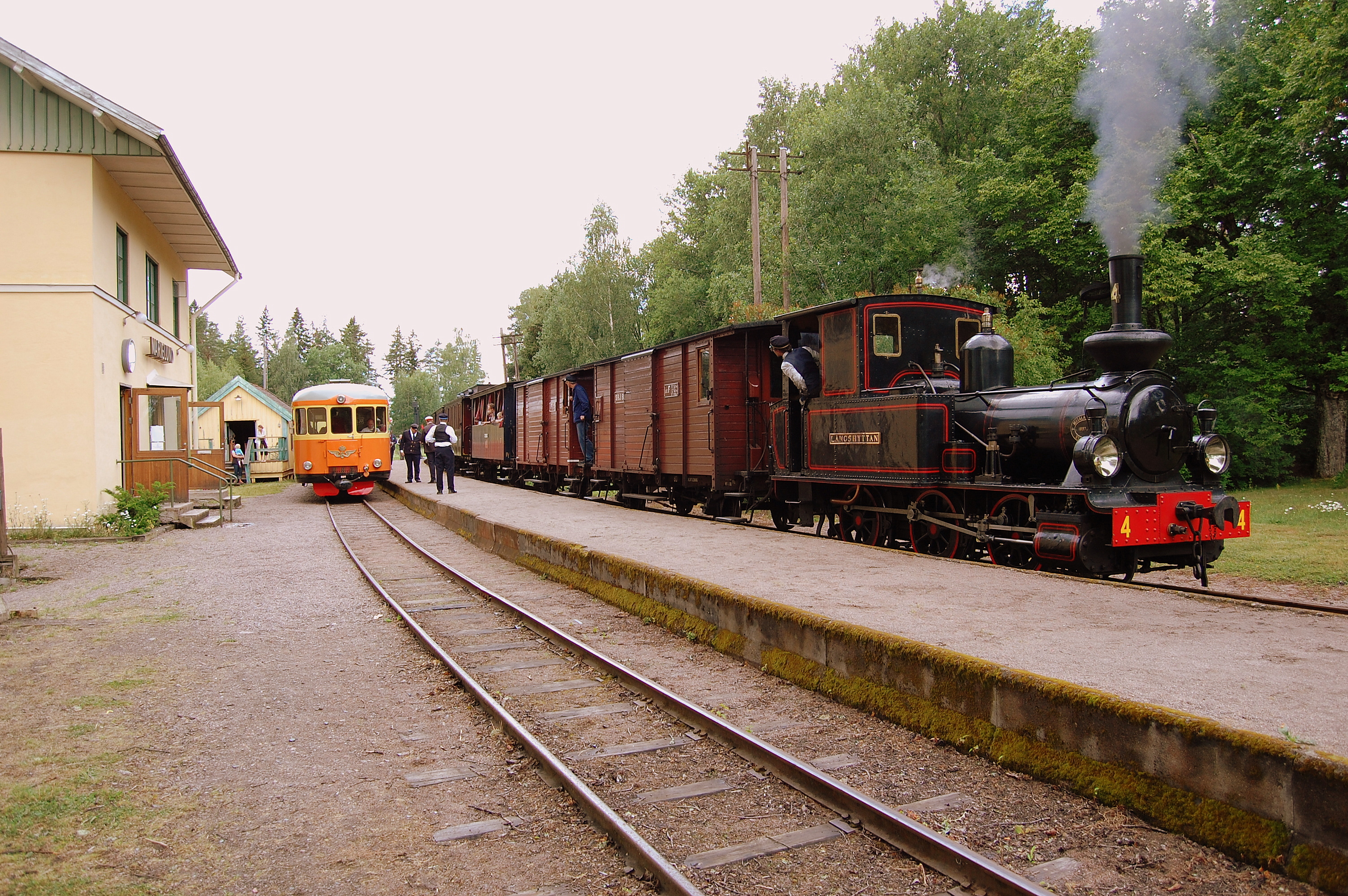
Pociąg z lokomotywą BJL 4 i wagon motorowy na stacji Marielund, 2008

15 marca 1968 roku założono Stowarzyszenie Muzealne (Museiföreningen) Stockholm-Roslagens Järnvägar w celu zachowania pamiątek po sieci kolejowej, której groziło już wówczas całkowite zamknięcie. W 1970 roku stowarzyszenie kupiło pierwszy parowóz (Gp 3132), a w ciągu kolejnych lat podejmowało starania o zachowanie kolei wobec gmin, na terenie których się znajdowała. Współpracą okazała się zainteresowana gmina Uppsala, dzięki czemu rozpoczęto przygotowania do uruchomienia kolei muzealnej. 26 maja 1974 roku wolontariuszom stowarzyszenia udało się uruchomić pierwszy pociąg muzealny, jeszcze wówczas ze Sztokholmu do Uppsali. Wtedy jeszcze kursowały pociągi towarowe między Uppsalą, Rimbo i Hallstavikiem, ale od 1977 linia ta stała się już koleją wyłącznie muzealną, a w 1978 roku rozebrano tor z Faringe do Rimbo i Hallstaviku.
W 1979 roku gmina Uppsala kupiła linię kolejową łączącą stacje Uppsala östra i Faringe od Kolei Państwowych, po czym wydzierżawiła ją stowarzyszeniu muzealnemu. W 1982 roku spłonął budynek stacji w Faringe, odbudowany dopiero w 2011 roku. W 1992 roku odrestaurowano dworzec kolejowy w Marielund, a w 2001 w Almunge, dzięki czemu odbudowano wszystkie rozebrane wcześniej stacje kolejowe na tej linii. W 2005 roku otwarto most nad nową trasą E4 koło Uppsali. W 2012 roku otwarto nową stację Uppsala Östra, obok głównego dworca kolejowego w Uppsali. Przez te lata kolej Lennakatten stała się jedną z atrakcji turystycznych Uppsali, a liczba członków stowarzyszenia przekroczyła 2000.
Pociągi kolei muzealnej kursują w sezonie od maja do września, nie we wszystkie dni tygodnia; z największą częstotliwością w lipcu. Dziennie uruchamiane jest kilka pociągów rozkładowych, prowadzonych parowozami, spalinowozami lub wagonami motorowymi. Kolej obsługuje sześć stacji (Uppsala Östra, Bärby, Marielunds, Länna, Almunge, Faringe) i osiem przystanków (Fyrislunds, Årsta, Skölsta, Gunsta, Lövstahagens, Selknä, Löts, Moga) na jednej linii. Kolej zapewnia też połączenie autobusowe z przystanku Selknä do miejscowości wypoczynkowej Fjällnora nad jeziorem. Lokomotywownia i warsztaty ze zbiorem nieczynnych pojazdów znajdują się w Faringe.

## Tabor
Na kolei kursują pociągi prowadzone parowozami (w ruchu pozostają BLJ 4 i BLJ 5), uzupełnianymi przez lokomotywy spalinowe i autobusy szynowe (wagony motorowe) serii YBo5p. 
| Oznaczenie          | Układ osi      | Zdjęcie  | Producent, rok               | Uwagi, źródło                                     |
| Parowozy            | Parowozy       | Parowozy | Parowozy                     | Parowozy                                          |
| ------------------- | -------------- | -------- | ---------------------------- | ------------------------------------------------- |
| BJL 4 Långshyttan   | C (0-3-0T)     |          | Motala verkstad 1897         | zakupiony w 1972, używany od 1985                 |
| BJL 5 Thor          | 1′D (1-4-0)    |          | Vagn- & Maskinfabriken, 1909 | zakupiony w 1974, używany od 1977                 |
| SJ Gp 3132          | 1’D (1-4-0)    |          | Motala verkstad, 1950        | używany od 1974, niesprawny (2024)                |
| SRJ 28              | 1’C1′ (1-3-1)  |          | Henschel & Sohn 1920         | użytkowany od 1987, w remoncie (2024)             |
| SRJ 3 Rimbo         | 1′B (1-2-0T)   |          | Nydqvist & Holm, 1884        | depozyt, niesprawny (2024).                       |
| HFJ 11              | 1’D1′ (1-4-1T) |          | Motala verkstad 1947         | niesprawny (2024)                                 |
| NÖJ 16              | 1′D (1-4-0T)   |          | NOHAB, 1917                  | oczekuje na remont (2024)                         |
| HB 2                | C (0-3-0)      |          | Nydqvist & Holm, 1884        | parowóz bezogniowy, niesprawny (2024)             |
| Spalinowozy         |                |          |                              |                                                   |
| SRJ 1               | B              |          | KVAB, 1947                   | seria Z4p                                         |
| NKlJ Z4p 3          | B              |          | KVAB, 1952                   | seria Z4p, w remoncie (2024)                      |
| SRJ Z6 3            | B              |          | ASJ Falun, 1954              | seria Z6p                                         |
| SJ Z4p 266          | B              |          | KVAB, 1951                   | seria Z4p                                         |
| SJ Z4p 406          | B              |          | KVAB, 1956                   | seria Z4p, niesprawna (2024)                      |
| SJ Tp 3515          | 1’C1′          |          | MaK, 1954                    | seria Tp                                          |
| SJ T23 125          | D              |          | MaK, 1954                    | lokomotywa normalnotorowa, niesprawna (na części) |
| SRJ 55              | Bo’Bo’         |          | ASEA, 1946                   | w remoncie (2024)                                 |
| Elektrowozy         |                |          |                              |                                                   |
| HB 5                | B              | ↑        | ASEA, 1950                   | lokomotywa akumulatorowa                          |
| Dannemora gruvor 32 | B              | ↑        | ASEA, 1968                   | lokomotywa akumulatorowa                          |
| SRJ 50              | Bo’Bo’         |          | DEVA 1939                    | niesprawna                                        |
| Wagony motorowe     |                |          |                              |                                                   |
| SJ YBo5p 796        |                |          | Hilding Carlsson, 1953       | w naprawie                                        |
| SJ YBo5p 797        |                |          | Hilding Carlsson, 1953       | nieczynny, na części                              |
| SJ YBo5p 809        |                |          | Hilding Carlsson, 1954       |                                                   |
| SJ YBo5p 885        |                |          | Hilding Carlsson, 1956       |                                                   |
| SJ YFo5p 904        |                |          | Hilding Carlsson, 1956       |                                                   |
| SJ UBFo3yp 2109     |                |          | Hilding Carlsson, 1956       | wagon doczepny                                    |
| SJ UBo3yp 2139      |                |          | Hilding Carlsson, 1958       | wagon doczepny                                    |